# Saccharum
Genre
Saccharum est un genre de plante monocotylédones de la famille des Poaceae (graminées), sous-famille des Panicoideae, originaire d'Asie tropicale, qui comprend au maximum une quarantaine d'espèces (selon The Plant List), mais certains auteurs n'en reconnaissent que six. La canne à sucre cultivée est issue de l'hybridation de certaines de ces espèces.

## Étymologie
Le nom générique«  Saccharum » est dérivé du terme grec «  σάκχαρον » (sákkharon ), latinisé par l'auteur, qui signifie « sucre ».

## Caractéristiques générales

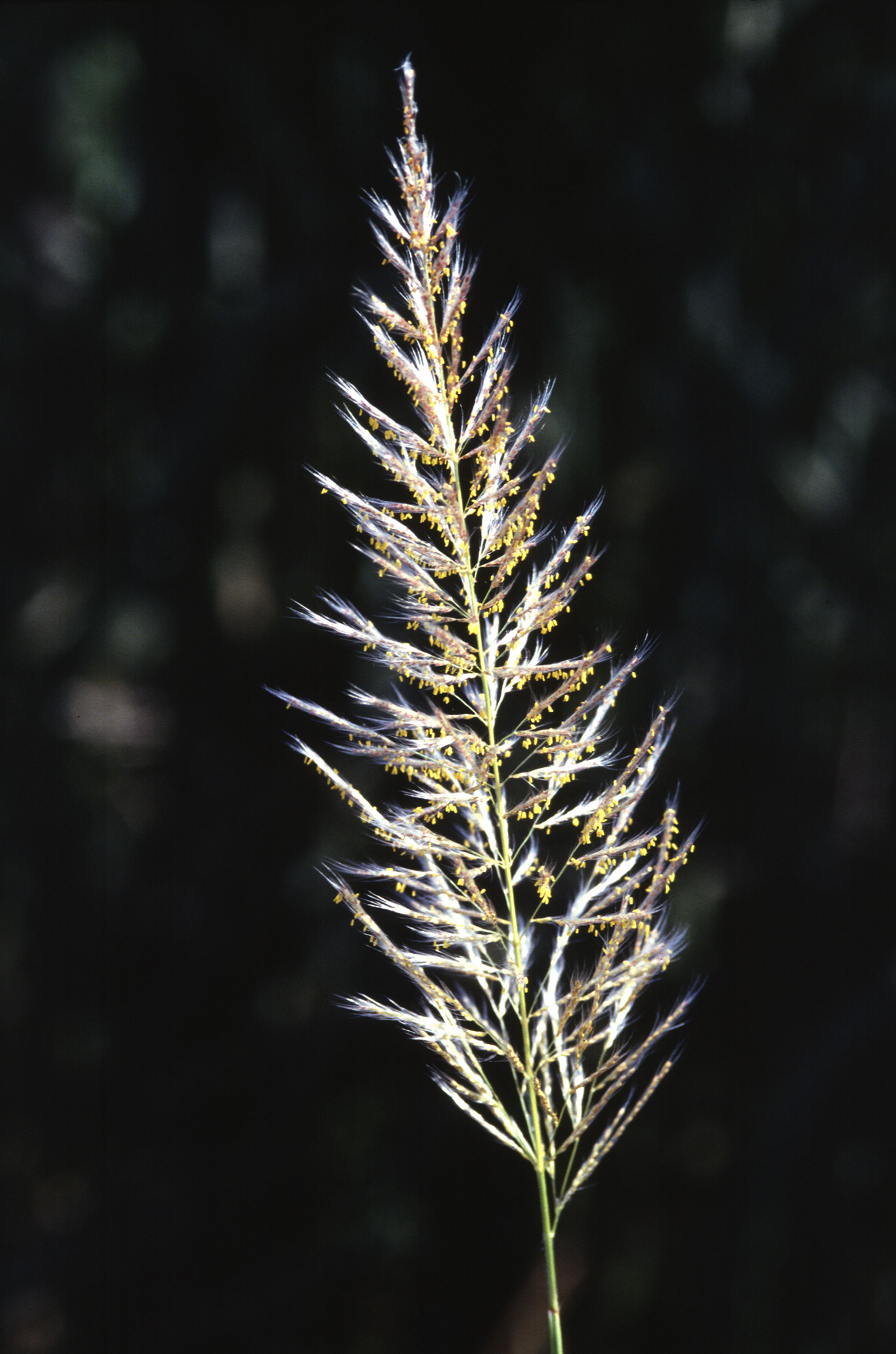
Inflorescence de Saccharum spontaneum.

Les plantes du genre Saccharum sont des plantes vivaces, rhizomateuses, aux tiges (chaumes) robustes, souvent non-ramifiées, ligneuses et persistantes ou herbacées, pouvant atteindre de 1,5 à 12 mètres de haut. Elle se caractérisent par leur nœuds glabres et leurs entrenœuds pleins
Les feuilles ont un limbe plat, parfois enroulé dans les bourgeons, généralement linéaire, de largeur variant de 10 à 40 mm, et jusqu'à 60 mm chez Saccharum officinarum, et présentent une ligule membraneuse frangée.
Ce sont des plantes bisexués, tous les épillets étant hermaphrodites. La reproduction est sexuée ou apomictique.
L'inflorescence est une panicule ouverte, plumeuse et argentée, composée de racèmes spiciformes.
Les épillets fertiles, sessiles ou pédicellés, de 2 à 6 mm de long, sont tous semblables, plus ou moins comprimés latéralement ou dorso-ventralement. Le rachillet est terminé par un fleuron fertile.
Les glumes, au nombre de deux, sont sensiblement égales, relativement longues par rapport à la lemme adjacente, et non aristées.
Les fleurons fertiles ont une lemme membraneuse ou réduite à une stipelle linéaire moins ferme que les glumes, mucronée, parfois aristée. Dans ce cas, l'arête est une soie insérée apicalement, non-géniculée.
Les fleurons présentent des lodicules libres, charnus, dentés, trois étamines et un ovaire glabre apicalement. Les styles sont soudés et portent deux stigmates pigmentés en rouge.
Le fruit est un caryopse térète (sensiblement cylindrique) libre de la lemme et de la paléole, au hile court.

## Taxinomie
Le genre Saccharum a été décrit en premier par Linné et publié en 1753 dans son Species plantarum.
À l'époque, Linné avait assigné deux espèces à ce genre : Saccharum officinarum L. et  Saccharum spicatum L., reclassée depuis dans le genre Perotis, sous le nom de Perotis  spicata (L.) T. Durand et H. Durand).
Le genre Saccharum est classé dans la tribu des Andropogoneae, qui regroupe des graminées tropicales et subtropicales et à laquelle appartiennent également les genres Sorghum (sorgho) et Zea (maïs), ce qui souligne sa parenté avec ces céréales. Sa taxinomie est compliquée dans la mesure où ce genre partage certaines caractéristiques avec quatre autres genres. Pour certains auteurs, ces cinq genres étroitement apparentés, entre lesquels les croisements sont possibles, forment le « complexe Saccharum », qui comprend les genres suivants :  Saccharum, Erianthus (section Ripidium), Miscanthus (section Diandra), Narenga et Sclerostachya. Des analyses moléculaires récentes ont montré que plusieurs de ces taxons sont polyphylétiques et devraient être révisés.
On regroupe traditionnellement six espèces dans le genre Saccharum : Saccharum spontaneum, Saccharum officinarum, Saccharum robustum, Saccharum edule, Saccharum barberi et Saccharum sinense. Toutefois, certains auteurs ont proposé, en se basant sur l'interfertilité des espèces regroupées et sur le manque de caractères diagnostiques justifiant leur individualisation, de réduire ce nombre à deux espèces seulement, Saccharum spontaneum et Saccharum officinarum, cette dernière regroupant toutes les autres. Pour d'autres auteurs, Erianthus est un synonyme de Saccharum et toutes les espèces concernées devraient être rattachées à Saccharum.
Selon la base de données The Plant List, 234 espèces ont été décrites et rattachées au genre Saccharum, mais seuls 36 noms sont acceptés, les autres étant soit considérées comme des synonymes, soit non classés ou non évalués.

### Synonymes
Selon GRIN :
- Erianthus Michx.
- Lasiorhachis (Hack.) Stapf
- Narenga Bor
- Ripidium Trin.
- Saccharifera Stokes

### Liste d'espèces
Selon The Plant List (17 décembre 2017) :
- Saccharum alopecuroides (L.) Nutt.
- Saccharum angustifolium (Nees) Trin.
- Saccharum arundinaceum Retz.
- Saccharum asperum (Nees) Steud.
- Saccharum beccarii (Stapf) Cope
- Saccharum bengalense Retz.
- Saccharum brevibarbe (Michx.) Pers.
- Saccharum coarctatum (Fernald) R.D.Webster
- Saccharum contortum (Elliott) Nutt.
- Saccharum fallax Balansa
- Saccharum filifolium Steud.
- Saccharum formosanum (Stapf) Ohwi
- Saccharum giganteum (Walter) Pers.
- Saccharum griffithii Munro ex Aitch.
- Saccharum hildebrandtii (Hack.) Clayton
- Saccharum kajkaiense (Melderis) Melderis
- Saccharum kanashiroi (Ohwi) OhwiA
- Saccharum longisetosum (Andersson) V.Naray. ex Bor
- Saccharum macrantherum (Pilg.) S. Ahmad & R.R. Stewart
- Saccharum maximum (Brongn.) Trin.
- Saccharum narenga (Nees ex Steud.) Hack.
- Saccharum officinarum L. - la canne à sucre la plus cultivée
- Saccharum perrieri (A.Camus) Clayton
- Saccharum procerum Roxb.
- Saccharum ravennae (L.) L. - la canne d'Italie (syn. Tripidium ravennae (L.) H.Scholz)
- Saccharum robustum E.W.Brandes & Jeswiet ex Grassl
- Saccharum rufipilum Steud.
- Saccharum sikkimense (Hook.f.) V.Naray. ex Bor
- Saccharum sinense Roxb.
- Saccharum spontaneum L. - la canne à sucre fourragère ou canne sauvage
- Saccharum stewartii Rajesw., R.R.Rao & Arti Garg
- Saccharum strictum (Host) Spreng.
- Saccharum viguieri (A.Camus) Clayton
- Saccharum villosum Steud.
- Saccharum wardii (Bor) Bor ex Cope
- Saccharum williamsii (Bor) Bor ex Cope